# Matthias Reichelt
Matthias Reichelt (* 1955 in Leipzig) ist ein deutscher Kulturjournalist, Autor und Kurator.

## Leben
Matthias Reichelt studierte von 1975 bis 1983 Amerikanistik und Germanistik und schloss mit dem Grad M.A. ab. Seit 1983 ist er als Ausstellungsmacher, Publizist und Kritiker tätig. Von 1986 bis 2004 hatte er eine Teilzeitstelle bei der Neuen Gesellschaft für Bildende Kunst (NGBK) für Presse- und Öffentlichkeitsarbeit inne. Seit 2005 ist er publizistisch tätig, etwa für Kunstforum International, Zitty, Tagesspiegel und die junge Welt sowie für die Jüdische Allgemeine. 2015 wurde er zusammen mit Lith Bahlmann mit dem Hans-und-Lea-Grundig-Preis ausgezeichnet.

## Ausstellungen (Auswahl)
- 1983: Das Andere Amerika. Geschichte, Kunst und Kultur der amerikanischen Arbeiterbewegung. NGBK Staatliche Kunsthalle Berlin
- 1989: Cirugia Plastica – Chile 1980–1989/Konzepte zeitgenössischer Kunst. NGBK Staatlichen Kunsthalle Berlin
- 1994: endart – Flucht aus dem Dschungel des Lasters. Kunstamt Kreuzberg, Berlin
- 1995: Stumme Zeugen – Fotografien der Konzentrationslager von Erich Hartmann. NGBK
- 1995: NO!art und Boris Lurie und NO!art. NGBK und Haus am Kleistpark, Berlin[5]
- 1997: Timm Ulrichs – Der detektorische Blick. NGBK
- 1997: Daniel und Geo Fuchs – Im falschen Körper/Transsexuelle Menschen in Deutschland. Haus am Kleistpark, Berlin
- 2002: Sarajevo Selbstportrait 1991–1999. Bilder von neun bosnischen Fotografen. Kunstraum Kreuzberg, Berlin

## Werke (Auswahl)
- Reconsidering Roma – Aspects of Roma and Sinti-Life in Contemporary Art. Wallstein 2011, ISBN 978-3-8353-1052-0.
- mit Rudolf Herz, Reinhard Matz: Zwei Entwürfe zum Holocaust-Denkmal in Berlin. Edelmann 2001, ISBN 3-89320-038-X.
- mit Leonie Baumann und Rainer Hörmann: Der Wettbewerb für das "Denkmal für die ermordeten Juden Europas". Eine Streitschrift, Neue Gesellschaft für Bildende Kunst e.V. (NGBK), Philo Fine Arts 1995.